# Калудра (Беране)
Калудра је насеље у општини Беране у Црној Гори. Према попису из 2003. било је 267 становника (према попису из 1991. било је 348 становника).

## Демографија
У насељу Калудра живи 218 пунолетних становника, а просечна старост становништва износи 41,0 година (37,8 код мушкараца и 45,3 код жена). У насељу има 84 домаћинства, а просечан број чланова по домаћинству је 3,13.
Ово насеље је углавном насељено Србима (према попису из 2003. године), а у последња три пописа, примећен је пад у броју становника.
|  |

| Демографија | Демографија | Демографија |
| Година      | Становника  | Становника  |
| ----------- | ----------- | ----------- |
|             |             |             |
|             |             |             |
|             |             |             |
|             |             |             |
| 1948.       | 576         |             |
| 1953.       | 597         |             |
| 1961.       | 611         |             |
| 1971.       | 552         |             |
| 1981.       | 445         |             |
| 1991.       | 348         | 345         |
| 2003.       | 267         | 267         |
|             |             |             |

| Етнички састав према попису из 2003.‍ | Етнички састав према попису из 2003.‍ | Етнички састав према попису из 2003.‍ | Етнички састав према попису из 2003.‍ | Етнички састав према попису из 2003.‍ |
| ------------------------------------ | ------------------------------------ | ------------------------------------ | ------------------------------------ | ------------------------------------ |
|                                      |                                      |                                      |                                      |                                      |
| Срби                                 | Срби                                 |                                      | 221                                  | 82,77%                               |
| Црногорци                            | Црногорци                            |                                      | 44                                   | 16,47%                               |
| непознато                            | непознато                            |                                      | 1                                    | 0,37%                                |

| Година пописа     | 1948. | 1953. | 1961. | 1971. | 1981. | 1991. | 2003. |
| ----------------- | ----- | ----- | ----- | ----- | ----- | ----- | ----- |
| Број домаћинстава | 115   | 118   | 122   | 128   | 101   | 90    | 84    |

| Број чланова      | 1  | 2  | 3  | 4  | 5  | 6 | 7 | 8 | 9 | 10 и више | Просек |
| ----------------- | -- | -- | -- | -- | -- | - | - | - | - | --------- | ------ |
| Број домаћинстава | 84 | 26 | 16 | 10 | 12 | 7 | 6 | 4 | 0 | 2         | 1      |

| Пол    | Укупно | Неожењен/Неудата | Ожењен/Удата | Удовац/Удовица | Разведен/Разведена | Непознато |
| ------ | ------ | ---------------- | ------------ | -------------- | ------------------ | --------- |
| Мушки  | 124    | 56               | 52           | 9              | 5                  | 2         |
| Женски | 99     | 23               | 49           | 24             | 1                  | 2         |
| УКУПНО | 223    | 79               | 101          | 33             | 6                  | 4         |

| Пол    | Укупно                    | Пољопривреда, лов и шумарство | Рибарство                            | Вађење руде и камена | Прерађивачка индустрија       |
| ------ | ------------------------- | ----------------------------- | ------------------------------------ | -------------------- | ----------------------------- |
| Мушки  | 36                        | 13                            | 0                                    | 0                    | 4                             |
| Женски | 3                         | 0                             | 0                                    | 0                    | 0                             |
| УКУПНО | 39                        | 13                            | 0                                    | 0                    | 4                             |
| Пол    | Производња и снабдевање   | Грађевинарство                | Трговина                             | Хотели и ресторани   | Саобраћај, складиштење и везе |
| Мушки  | 0                         | 1                             | 5                                    | 2                    | 0                             |
| Женски | 0                         | 0                             | 0                                    | 0                    | 0                             |
| УКУПНО | 0                         | 1                             | 5                                    | 2                    | 0                             |
| Пол    | Финансијско посредовање   | Некретнине                    | Државна управа и одбрана             | Образовање           | Здравствени и социјални рад   |
| Мушки  | 0                         | 1                             | 3                                    | 1                    | 1                             |
| Женски | 0                         | 0                             | 1                                    | 1                    | 1                             |
| УКУПНО | 0                         | 1                             | 4                                    | 2                    | 2                             |
| Пол    | Остале услужне активности | Приватна домаћинства          | Екстериторијалне организације и тела | Непознато            | Непознато                     |
| Мушки  | 1                         | 0                             | 0                                    | 4                    | 4                             |
| Женски | 0                         | 0                             | 0                                    | 0                    | 0                             |
| УКУПНО | 1                         | 0                             | 0                                    | 4                    | 4                             |